# Burgstädt
Burgstädt é um município da Alemanha, situado no distrito de  Mittelsachsen, no estado da Saxônia. Tem 25,76 km² de área, e sua população em 2019 foi estimada em 10.643 habitantes.